# Sonic Triple Trouble
Sonic Triple Trouble is een platformspel uit de Sonic the Hedgehog-serie. Het spel werd ontwikkeld door Aspect en uitgebracht door Sega voor de Sega Game Gear. Het spel staat ook bekend onder de titels Sonic the Hedgehog Triple Trouble en Sonic & Tails 2.
Sonic Triple Trouble werd in 2005 opnieuw uitgebracht als onderdeel van de Sonic Gems Collection voor de GameCube en PlayStation 2. Het spel is ook een verborgen spel in Sonic Adventure DX voor de GameCube en PC.

## Verhaallijn
Dr. Robotnik heeft wederom alle chaosdiamanten bemachtigd, maar wanneer hij ze voor zijn nieuwste wapen wil gebruiken gaat er iets mis en de diamanten raken weer verspreid over een groot gebied. Sonic en Tails springen hier gelijk op in om ze te verzamelen voordat Robotnik dat doet.
Om het de twee wat lastiger te maken zet Robotnik Knuckles tegen hen op. En er is nog een kaper op de kust: de schatzoeker Nack the Weasel zit ook achter de diamanten aan. Hij weet niet wat voor macht de diamanten bezitten, maar is enkel geïnteresseerd in het geld dat ze op kunnen brengen.
Daarmee barst een zoektocht naar de diamanten los tussen de vier partijen.

## Gameplay
In tegenstelling tot de eerdere Sonic-spellen voor de Game Gear is Sonic Triple Trouble een stuk uitgebreider. De gameplay doet eerder denken aan die van de Sonic-spellen op de Sega Genesis.
Dit is het eerste Sonic-spel waarin de speler niet al zijn ringen verliest nadat hij schade oploopt. In plaats daarvan verliest de speler maximaal 30 ringen in zones 1, 2 en 6, en 50 ringen in zones 3, 4 en 5.
De speler kan kiezen tussen Sonic of Tails om mee te spelen. De andere personages, Robotnik, Knuckles en Nack, zijn NPC’s in de speciale levels.

## Zones
Er zijn zes zones, elk bestaande uit drie levels. Het derde level bevat altijd een eindbaas; een van Robotnik’s robots. Robotnik zelf duikt pas in het laatste level van zone 6 op als eindbaas.
Er zijn vijf speciale levels die te betreden zijn door 50 ringen te verzamelen en dan een speciale item box te openen. In deze levels kunnen de chaosdiamanten worden verzameld. Het eerste, derde en vijfde level zijn doolhoven met een tijdlimiet. Het tweede en vierde level zijn levels waarin men moet vliegen met de Tornado om ringen te verzamelen en bommen te ontwijken. Aan het eind van elk level moet de speler Nack verslaan om de diamanten te bemachtigen.

## Trivia
- In augustus 1995 werd een stripversie van dit spel verwerkt in de stripreeks Sonic the Hedgehog.

## Platforms
| Jaar | Platform     |
| ---- | ------------ |
| 1994 | Game Gear    |
| 2012 | Nintendo 3DS |

## Ontvangst
| Beoordeeld door                 | Platform     | Datum            | Score |
| ------------------------------- | ------------ | ---------------- | ----- |
| The Video Game Critic           | Game Gear    | 9 juli 2008      | 100%  |
| neXGam                          | Game Gear    | 27 december 2009 | 91%   |
| SEGA-Mag (Objectif-SEGA)        | Game Gear    | 18 januari 2013  | 90%   |
| Shin Force                      | Game Gear    | 9 augustus 1999  | 89%   |
| Gamers (Duitsland)              | Game Gear    | november 1994    | 83%   |
| GamePro (USA)                   | Game Gear    | november 1994    | 80%   |
| Video Games                     | Game Gear    | januari 1995     | 77%   |
| Electronic Gaming Monthly (EGM) | Game Gear    | november 1994    | 68%   |
| Mag'64                          | Nintendo 3DS | 29 april 2012    | 60%   |